# إنذار بورن (فلم)
إنذار بورن (بالإنجليزية: The Bourne Ultimatum) هو فيلم حركة وتجسس وإثارة أمريكي-ألماني 2007 من إخراج بول غرينغراس مستحوى جزئياً من الرواية التي تحمل نفس الاسم رواية إنذار بورن للكاتب روبرت لودلم. السيناريو من كتابة توني غيلروي وسكوت Z. بيرنز وجورج نولفي. إنذار بورن هو الثالث ضمن سلسلة أفلام بورن، سبقه هوية بورن (2002) وسيادة بورن (2004). الفيلم الرابع، ميراث برون، صدر في أغسطس 2012.
مات ديمون يجسد دور جيسون بورن، قاتل سابق للمخابرات الأمريكية وفاقد للذاكرة. في الفيلم، يبحث بورن عن معلومات عن ماضيه قبل أن ينضم إلى برنامج الأغتيالات «تريدستون»، ويصبح هدف لبرنامج آخر مشابه.
إنذار بورن من إنتاج يونيفرسل ستوديوز وصدر في 7 أغسطس 2007. كحال الفيلمين السابقين، حقق الفيلم نجاحاً تجاري كبير ووصلت إيراداته إلى أكثر 442 مليون$ حول العالم. حضي الفيلم بردود فعل إيجابية جداً من النقاد، الذين مدحوا أداء مات ديمون والأسلوب الإخراجي لبول غرينغراس. في مهرجان توزيع جوائز الأوسكار الثمانين، كسب الفيلم جميع جوائز الأوسكار الثلاثة التي رشح لها، أفضل مونتاج وأفضل مؤثرات صوتية أفضل مونتاج صوتي.

## طاقم الممثلين
| الممثل         | الدور                  | ملاحظات |
| -------------- | ---------------------- | ------- |
| مات ديمون      | جايسن بورن/ديفيد ويب   |         |
| جوليا ستايلز   | نيكوليت "نيكي" بارسونز |         |
| ديفيد ستراثيرن | نوا فوسن               |         |
| سكوت جلين      | ايزرا كرايمر           |         |
| بادي كونسيدين  | سايمن روس              |         |
| إدغار راميرز   | باز                    |         |
| ألبرت فيني     | الدكتور ألبرت هيرش     |         |
| جوان ألين      | باميلا "بام" لاندي     |         |
| دانيال برول    | مارتن كروتز            |         |

## وصلات خارجية
- مقالات تستعمل روابط فنية بلا صلة مع ويكي بيانات